# Nationaal park La Visite
Het Nationaal park La Visite (Frans: Parc National La Visite) is een van de twee nationale parken van Haïti. Het park is 30 km² groot. Het ligt in het zuidoosten van het land, dicht bij de grens met de Dominicaanse Republiek.
Het park is erg bergachtig. Het maakt deel uit van het Massif de la Selle. Het hoogste punt is de Pic la Selle, met 2680 meter de hoogste berg van het land. In het park bevindt zich dennenbos en grasland. Het park is belangrijk voor ornithologen. Er zijn een aantal zeldzame soorten. Sommige hiervan zijn endemisch op het eiland Hispaniola.